# 平野繁太郎
平野 繁太郎（ひらの しげたろう、1891年11月27日 - 1993年2月23日 ）は、日本の経営者。静岡銀行頭取を務めた。

## 来歴・人物
静岡県出身。1915年に慶應義塾理財科を卒業し、1917年6月に西遠銀行に入行し、1920年1月には遠江銀行常務に就任。1943年3月には静岡銀行専務に就任し、1949年6月には頭取に昇格した。1970年4月から1975年5月までには会長を務めた。1958年7月から1969年5月までに全国地方銀行協会会長を務めた。1957年に黄綬褒章と紺綬褒章を受章し、1972年11月には勲二等瑞宝章を受章。
1993年2月23日、肺炎のために死去。101歳没。